# Сопротивление (организация)
«Сопротивление» — российская межрегиональная правозащитная общественная организация. Занимается поддержкой потерпевших и свидетелей в уголовном процессе. В 2009—2012 годах являлась одним из основных операторов по распределению средств государственной поддержки (грантов) между неправительственными некоммерческими организациями.

## История
В июле 2005 года политконсультант Ольга Костина, руководитель театра «Модернъ» Светлана Врагова и член Совета Федерации Алексей Александров объявили о создании новой правозащитной организации и вошли в состав её оргкомитета. Причину создания организации Костина назвала «бытовой»: «среди учредителей двое потерпевших, один — юрист. Столкнувшись с ситуацией на собственном опыте, мы поняли: положение надо срочно менять». Ольга Костина — потерпевшая и один из главных свидетелей обвинения по делам бывших сотрудников компании «ЮКОС» Алексея Пичугина и Леонида Невзлина, осужденных к пожизненному заключению; Врагова также неоднократно рассказывала, что пострадала от действий ЮКОСа. По словам Костиной, инициатива создания организации принадлежала Светлане Враговой. Поясняя причины создания организации она так же отмечала, что дело не только в личном опыте, но и в том, что много людей «проходят не по громким делам и не имеют никакой возможности себя защищать».
15 декабря 2005 года О. Костина, С. Врагова и А. Александров учредили правозащитную общественную организацию «Сопротивление»; Ольга Костина стала председателем правления организации. По словам Костиной, название организации означает сопротивление её членов «правовой незащищенности и правовой безграмотности граждан, общественному равнодушию к чужой беде». На сайте организации «Сопротивление» называется «правозащитным движением».
В сентябре 2007 года в устав организации были внесены изменения: в связи с открытием Смоленского и Воронежского отделений, «Сопротивление» стало называться межрегиональной правозащитной общественной организацией (МПОО «Сопротивление»). Сведения о местонахождении и информация о деятельности отделений «Сопротивления» в Смоленске и Воронеже на сайте организации отсутствуют.
В 2008 году МПОО «Сопротивление» вошло в состав Европейской Ассоциации организаций по поддержке жертв преступлений (Victim Support Europe), объединяющей 32 организации из 24 европейских стран.

## Деятельность

### Направления
На сайте МПОО «Сопротивление» сообщается, что её деятельность направлена на поиск путей конструктивного взаимодействия и повышение уровня доверия между гражданским обществом и правоохранительными органами, на повышение правовой грамотности граждан и развитие форм общественного контроля за деятельностью органов охраны правопорядка, на привлечение широкого внимания к проблеме борьбы с преступностью и на распространение информации о зарубежных моделях взаимодействия граждан и государства в сфере защиты прав жертв преступности.
В своей деятельности организация выделяет следующие направления:
- работа «Общественной приёмной»;
- просветительская деятельность;
- лоббистская и нормотворческая деятельность;
- пропагандистская деятельность (PR и медиа);
- международная деятельность
- работа с волонтёрами[17].

По информации МПОО «Сопротивление», в рамках издательской деятельности им изданы и бесплатно распространены брошюры «В помощь потерпевшему», «В помощь свидетелю», «Противодействие трэффику детей в сексуальных целях», «Жестокое обращение с детьми», «Как помочь человеку, переживающему травму», памятка «В помощь присяжному заседателю».
МПОО «Сопротивление» является организатором и участником различных конференций и круглых столов, посвящённых вопросом защиты потерпевших и свидетелей.

### Отдельные проекты и программы

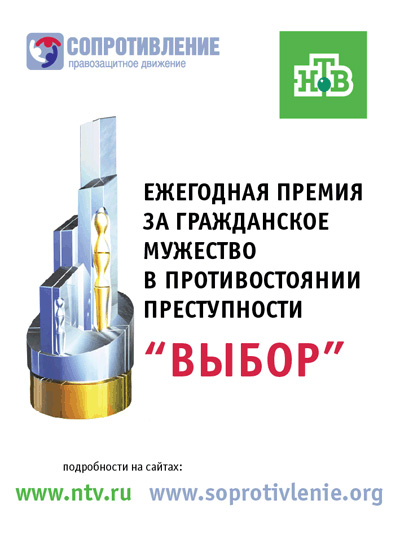

- «Общественная приёмная». На своем сайте организация указывает, что занимается оказанием бесплатной юридической и психологической помощи потерпевшим и свидетелям в уголовном процессе; консультирование осуществляется лично, по телефону («горячая линия») или по электронной почте[19][20][21].
- «Право на защиту» — совместное с «Радио России» ток-шоу о социальной правовой защите[22].
- Премия «Выбор» — совместная с телекомпанией НТВ ежегодная премия за гражданское мужество в противостоянии преступности.

### Участие в распределении грантов НКО
В 2009—2012 годах МПОО «Сопротивление» являлось одним из основных операторов по распределению грантов Президента РФ на поддержку некоммерческих неправительственных организаций, участвующих в развитии институтов гражданского общества. При распределении грантов «Сопротивление» ориентировалось на проекты, связанные с защитой прав и свобод человека, правовым просвещением населения. Всего организация распределила грантов на сумму 600 миллионов рублей.
Пресса отмечала, что одновременно с выполнением «Сопротивлением» функций НКО-оператора супруг её председателя, Константин Костин, являлся заместителем начальника управления внутренней политики администрации президента России. По словам Ольги Романовой, Константин Костин участвовал в составлении списков, каким некоммерческим организациям должны быть предоставлены гранты, «то есть муж дал на подпись президенту бумагу о том, сколько денег перечислить жене». «Новая газета» отмечала, что часть распределяемых «Сопротивлением» средств досталась специально созданным организациям. Пресса также отмечала, что гранты получили организации, возглавляемые членом Общественной палаты Сергеем Абакумовым (Костина тоже является членом палаты).

## Учредители и руководство

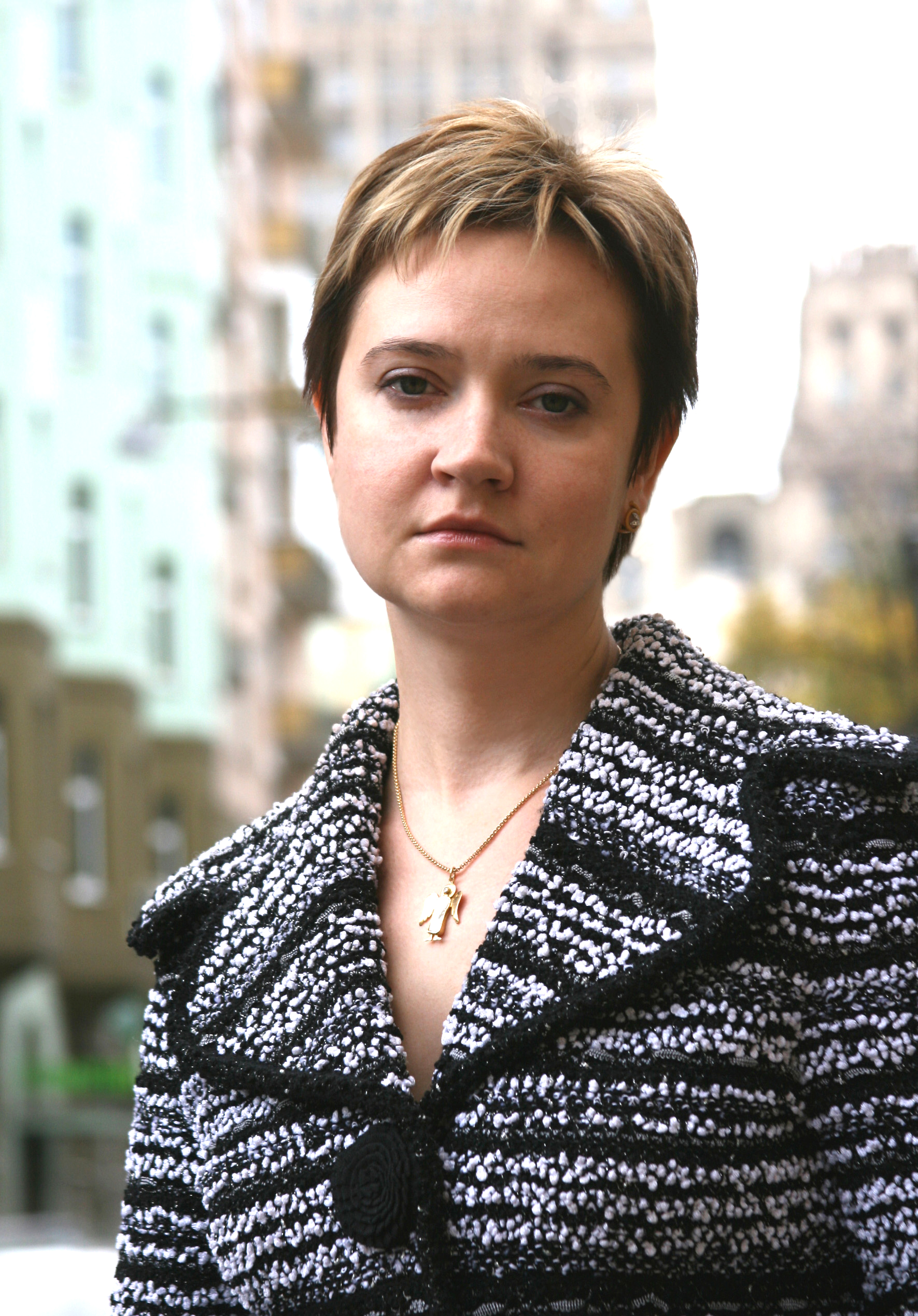
Председатель правления Ольга Костина

Учредителями организации являются О. Н. Костина, А. И. Александров и С. В. Врагова. Председателем правления «Сопротивления» (на сайте организации именуется «лидером») является Ольга Костина, генеральным директором — Матвей Гончаров .

## Финансирование
Сведения об источниках финансирования организации противоречивы. В 2013 году Алексей Навальный опубликовал в своем блоге информацию о получении «Сопротивлением» грантов от государства. Ольга Костина выступила с опровержением, заявив, что организация бюджетных денег «не осваивает», а получала средства из бюджета лишь на покрытие технических расходов по документообороту, когда являлась НКО-оператором. Вместе с тем, МПОО «Сопротивление» в официальных отчётах называет средства целевого бюджетного финансирования (гранты) одним из основных источников своего финансирования. Генеральный директор «Сопротивления» Ильмира Маликова утверждала, что организация получала средства «президентского гранта» на издание брошюры «В помощь потерпевшему». Сама Костина ранее так же неоднократно сообщала, что «Сопротивление» получало гранты через Общественную палату России. В 2013 году «Сопротивление» подало в Общественную палату заявку на финансирование за счёт бюджетных средств проекта, направленного на «повышение уровня сформированности гражданственности, подготовку граждан, обладающих глубоким пониманием правовых норм, развитой системой демократических ценностей и готовностью к участию в социально-значимой и правовой жизни общества».
«Сопротивление» также финансирует крупный российский бизнес и частные лица; конкретные имена спонсоров не называются. По словам Костиной, организация создана на деньги учредителей и нескольких «коллег, которые могли себе позволить в силу того, что у них есть бизнес, вложить деньги».

## Мнения

### Положительные оценки
Эффективной считает работу МПОО «Сопротивление» по формированию системы защиты свидетелей и потерпевших депутат Государственной думы от «Единой России» Валерий Гребенников. Его однопартиец, депутат Госдумы Алексей Волков называет работу «Сопротивления» по защите свидетелей «очень важной». Статс-секретарь — заместитель министра внутренних дел России Сергей Булавин считает организацию «реальной и влиятельной гражданской силой», подчёркивая, что при её участии Следственный Комитет и Общественная палата разработали законопроект «О потерпевших от преступлений».
Председатель Правления немецкой общественной организации «Белое кольцо» (Weisser Ring) Райнхард Бётхер, находясь с визитом в России по приглашению «Сопротивления», положительно отозвался о деятельности организации:

Мы считаем, что «Сопротивление» проводит прекрасную активную работу. Мы восхищаемся проделанным вами. «Сопротивление» знает российскую ситуацию, российские реалии намного лучше «Белого кольца».

### Критика
В июле 2005 года российская правозащитница, глава Московской Хельсинкской группы Людмила Алексеева так прокомментировала известие о предстоящем учреждении «Сопротивления»:

У нас уже есть государственная правозащитная организация — это аппарат уполномоченного по правам человека в РФ. Кроме того, имеется совет содействия развитию гражданского общества и правам человека при президенте РФ. Однако во всем мире существуют так называемые ГОНГО — это ироничное и сокращённое название государственных-негосударственных организаций. Их лидеры часто с пеной у рта утверждают, что они — организации независимые, к правительству отношения не имеющие. На самом деле они существуют на деньги государства и проводят его идеи в общество.
Ряд СМИ и правозащитников неоднократно критиковали МПОО «Сопротивление», как организацию, созданную по указанию официальных властей с целью «подменить состав правозащитного движения» в России; называли её «псведоправозащитной» и «ГОНГО»; а саму Костину — «прокремлёвским», «пропрезидентским» и «фиктивным» правозащитником.